# Липина, Светлана Артуровна
Липина Светлана Артуровна (род. 14 июня 1969 года в городе Грозный, ЧИАССР) — доктор экономических наук, учёный экономист, кавказовед и педагог, полярник, специалист в сфере стратегического управления и пространственного развития, действительный член Арктической академии наук.
Заместитель Председателя Совет по изучению производительных сил Всероссийская академия внешней торговли Министерство экономического развития Российской Федерации, заведующая лабораторией Российская академия народного хозяйства и государственной службы при Президенте Российской Федерации РАНХиГС

## Биография
Светлана Артуровна родилась 14 июня 1969 года в Грозном, СССР. В 1992 году окончила Академию труда и социальных отношений. В 2001 году Липина защитила кандидатскую диссертацию в Институте социально-политических исследований РАН, позже окончила докторантуру — Совет по изучению производительных сил.
В 1984—1988 годах работала методистом в Областном совете профсоюзов ЧИАССР (Грозный). В 1988—1992 годах она была секретарём комитета комсомола ВШПД ВЦСПС. В 1992—2004 годах вела научно-исследовательскую деятельность в Институте социально-политических исследований. С 2000 по 2003 год была помощником депутата Государственной Думы Федерального Собрания РФ. В 2004—2005 годах работала в постоянном представительстве Чеченской Республики при Президенте РФ, в 2005—2006 годах в центре стратегического развития ЧР при Правительстве ЧР, в 2006—2007 в национальном агентстве прямых инвестиций и агентстве инвестиций и развития Юга России. В 2010 году Липина являлась научным руководителем компании «Формика: исследования и развитие» (FORMIKA R&D). Светлана Артуровна являлась заведующей сектором экологической экономики Совета по изучению производительных сил Минэкономразвития России и РАН, профессором Института международных экономических связей, Директором по науке Евразийского института экономики и экологии (до 2012 года).

## Награды и звания
- Почётная грамота Секретаря Совета Безопасности Российской Федерации

## Публикации
Список публикаций за 2010—2014 года:
Монографии
1. Липина С. А. Стратегические приоритеты социально-экономического развития Республик Северного Кавказа: пути и методы их достижения (Предисл. ак. Гранберга А. Г.). М., ЛКИ, 2010 г. 27 печ.л.
2. Липина С. А. Россия. Итоги первого десятилетия реформ. LAP LAMBERT Academic Publishinq DmbH and Go. KG 99. 66123 Saarbrucken. Germany Dudweiler Landstr, 2011 г. 11 печ.л.

Учебные пособия
1. Липина С. А. Учебное пособие для студентов 4 курса бакалавриата Института международных экономических связей по курсу «Национальная экономика», М., ИМЭС, 2010. 10 печ.л.

Статьи и доклады
1. Липина С. А. Возможности обеспечения традиционного природопользования Севера России Международная конференция" Актуальные проблемы устойчивого развития и обеспечения безопасности в Арктике, Нарьян-Мар, 5-7 августа 2014 г. с 131—135.
2. Липина С. А. Евразийские интеграционные экономические процессы: возможности роста. Журнал правовых и экономических исследований (Journal of Legal and Economic Studies) № 4. 2014. СПб. (ВАК)
3. Липина С. А. Доклад «Современный вектор совершенствования государственной системы управления как базис устойчивого социально-экономического развития» на Глобальном Университетском Форуме — 2014, Москва, НИТУ МИСиС, 25 апреля 2014 года.
4. Липина С. А. Доклад «Социально-экономическое развитие России: новые подходы и приоритеты» международной научно-практической конференции «Россия и СНГ: геополитическая и экономическая трансформация» 17 апреля 2014 года, МИГСУ РАНХиГС, Москва.
5. Липина С. А. Доклад. «Евразийские интеграционные процессы в системе геостратегических координат (Большой Кавказ)» на ежегодной Международной научно-практической конференции «Российское государство и социально-экономические вызовы современности»., 21 мая 2014 г. Москва
6. Доклад и статья Липиной С. А. «Зелёная экономика и зелёные технологии в России: возможности и перспективы на международной конференции „Актуальные проблемы экологии и природопользования“ 10-12 апреля 2014 г. Международный круглой стол „Green Building: best Practices for Environmental Project Teams“
7. Липина С. А. Доклад „Зелёная экономика — путь развития государств в XXI веке“ на научно-технической конференции „Автономная энергетика: современное состояние и перспективы развития“, посвященная 95-летиюпредприятия. 05-06 февраля 2014 г.
8. Липина С. А., Шевчук А. В. Экологические аспекты развития Арктической зоны Российской Федерации. Информационно-аналитический Журнал РГО „Арктические ведомости“, Москва, № 2(10) 2014, с 170—175.
9. Липина С. А. Геоэкономические ресурсы развития АПК в Северокавказском регионе. Журнал „Региональная экономика. Юг России“. ФГАОУ ВПО „Волгоградский государственный университет“., № 1 (3) 2014, с 139—147, 1 печ.л.
10. Липина С. А. Устойчивое развитие России на основе принципов зелёной экономики. Информационно-аналитический Журнал РГО „Арктические ведомости“. М., № 3(11) 2014
11. Липина С. А. Возможности и перспективы развития взаимовыгодного сотрудничества стран Большого Кавказа: транспортная составляющая. Журнал „Современные производительные силы“, М. СОПС, № 2 2014. С. 26 — 34
12. Липина С. А. Журавель А. В. Проблемы обеспечения экологической безопасности Арктики. Арктические ведомости. Издательство: Международный издательский дом „Арктика“ (ООО ИД „Арктика“), М., 2014, Москва, № 3(11) 2014, 0,5 печ л.
13. Липина С. А. Производство экологически чистых продуктов — приоритет развития АПК Южного макрорегиона. Журнал „Региональная экономика. Юг России“, ФГАОУ ВПО „Волгоградский государственный университет“, Волгоград, 2014, № 2, 1 печ.л с. 73-80
14. Липина С. А. Доклад „Развитие зелёной экономики в России: земельные и водные ресурсы“ на Расширенном заседании Высшего Экологического Совета в ГД ФС РФ „Состояние земельных и водных ресурсов. Законодательное обеспечение их рационального использования и охраны“ 12.05.2014.
15. Липина С. А. Медиакоммуникации в региональном развитии: проблемы и возможности. Ж. Коммуникология, № 6 2014 г. с. 104—114 Международный научный журнал http://www.communicology.us/
16. Липина С. А., Новичков Н. В., Агапова Е. В., Часовникова ,Ю. Н., Новичкова А. В. Индустрия гостеприимства и сервиса: оценка состояния и перспективы развития Ж. Вопросы культурологии», N 11, 2013 год. C.65-75 (ВАК)
17. Липина С. А., Сулейманова Ш. С., Базавлюк В. Н. Возможности реализации «Концепции государственной миграционной политики России до 2025 года»: международный опыт, реальность и перспективы Ж. Этносоциум № 9 (63) 2013 с 7-20. ВАК
18. Липина С. А. Приоритеты демографической политики в Северокавказском регионе //Ж. Региональная экономика. Юг России. № 1 (1), 2013 с.49-57
19. Липина С. А. Шевчук А. В. Эколого-экономическая оптимизация и устойчивое развитие Северного Кавказа научный журнал Современные производительные силы (СОПС), М. № 2 2013, с 80-90 УДК 332.145 ББК 65.28.
20. Липина С. А., Кипарисов П. О. Проблема миграции и перспективы модернизации Восточной Сибири и Дальнего Востока // Материалы II Международной научно-практической конференции «Регион в период модернизации: социальные институты», НИУ ВШЭ, Нижний Новгород, 2013
21. Липина С. А. Ламов П. Ю. Публичная политика в сфере стратегического планирования: нормы прошлого, настоящее и возможные перспективы// Научный журнал Экономика. Управление. Право Изд. ИНГН , апрель 2013
22. Липина С. А. Экономическая интеграция Северо-Кавказского региона Ж. Современные производительные силы, № 3 2013, УДК 332.1, с 67-75
23. Липина С. А. Трескин В. Г. Региональная специфика экономического развития Российского Севера и проблемы геоэкологической безопасности (на примере Ненецкого автономного округа) Ж. Современные производительные силы, № 4 2013
24. Липина С. А. Социальная медицина и зелёная экономика: форсайт экотехнологий. Ж. Региональная экономика. Юг России 2013 г. № 2 С. 84-89
25. Липина С. А. Азербайджан: нефтяная скважина Кавказа и Каспия для США. Коллективная монография Убийство демократии: операции ЦРУ и Пентагона в постсоветский период Международный коллектив авторов М. Реальная политика, 2013
26. Липина С. А. Социально-экономические аспекты регулирования миграционных процессов и национальная безопасность Доклад III. Международная научно-практическая конференция «Профессиональное развитие ради сохранения России, как центра восточноевропейской цивилизации» 6 — 9 декабря 2013 г. Россия-Болгария
27. Липина С. А. Формирование собственных отраслей нефтегазохимического комплекса — реальный фактор экономического развития Северо-Кавказского региона Журнал «Национальные интересы: приоритеты и безопасность», 12(69) — 2010 июнь, 1 печ.л. ВАК
28. Липина С. А. Перспективы формирования туристско-рекреационного комплекса в республиках Северного Кавказа. Журнал «Национальные интересы: приоритеты и безопасность», 34(91) — 2010 декабрь, 0,9 печ.л. ВАК
29. Липина С. А. Северо-Кавказский регион. Стратегия экономического роста //рубрика: Экономика развития региона: проблемы, поиски, перспективы. Научный ежегодник ООН РАН, ЮССРЭ, Ин-т соц-экон. и гуманит исслед ,НУ РАН, ВолГУ, 2012. ВАК
30. Липина С. А. Этнополитические конфликты, причины и возможные пути решения (Северный Кавказ), Ж. Экономика Управление Право, 2011. № 10
31. Липина С. А. (в соавт.) Оценка потенциала и перспективы развития железорудной базы России в 21 веке. Журнал Московское обозрение, 2012. № 1 (17)
32. Липина С. А. Трескин В. Г. Региональная специфика экономического развития Российского Севера и проблемы геоэкологической безопасности (на примере Ненецкого автономного округа) Ж. Современные производительные силы, № 4 2013
33. Липина С. А. Социальная медицина и зелёная экономика: форсайт экотехнологий. Ж. Региональная экономика. Юг России № 2
34. Липина С. А. Экономическая интеграция Северо-Кавказского региона Ж. Современные производительные силы, № 3 2013, УДК 332.1, с 67-75
35. Липина С. А. Социо-экономика России переходного периода. 1991—2003. Москва, УРСС, 2004 г., 9,5 п.л. ISBN 5-354-00604-X
36. Липина С. А. Чеченская Республика. Экономический потенциал и стратегическое развитие. Москва, УРСС, Издательство ЛКИ, 2007 г., 20 п.л. ISBN 978-5-382-00252-1
37. Липина С. А. Республики Северного Кавказа. Приоритеты развития АПК, Москва, УРСС, Издательство ЛКИ, 2008 г. 15,5 п.л. ISBN 978-5-382-00842-4
38. Липина С. А. Стратегические приоритеты социально-экономического развития Республик Северного Кавказа: пути и методы их достижения. 2010, М. УРСС, ЛКИ. ISBN 978-5-382-01168-4
39. Липина С. А. Россия. Итоги первого десятилетия реформ. LAP LAMBERT Academic Publishinq DmbH and Go. KG 99. 66123 Saarbrucken. Germany Dudweiler Landstr, 2011 г. 11 печ.л. ISBN 978-3-8433-1465-7

Учебные пособия
1. Липина С. А. Экономический потенциал и стратегическое развитие Республик Северного Кавказа. М., НОУ СГА, 2009 г. 20 п.л.
2. Национальная экономика. Липина С. А. Учебное пособие для студентов ИМЭС, М, 2010

Научные статьи в журналах, рекомендованных ВАК России
1. Липина С. А. Чеченская Республика: перспективы восстановления и развития социальной сферы. Журнал «Эко» Всероссийский экономический журнал, № 3, 2007 г. 1 п.л.
2. Липина С. А. Оценка состояния экологической безопасности Чеченской Республики. Журнал «Экология и промышленность России», октябрь, 2006 г., 1 п.л.
3. Липина С. А. Геоэкологические проблемы Чеченской Республики на этапе восстановления. Журнал «Защита окружающей среды в нефтегазовом комплексе», декабрь, 2006 г., 2 п.л.
4. Липина С. А. Геоэкологические проблемы Северного Кавказа. Журнал «Защита окружающей среды в нефтегазовом комплексе» апрель 2007 г., 1 п.л.
5. Липина С. А. Нефтяная отрасль Чеченской Республики: потенциал и стратегия развития. Журнал «Региональная экономика: теория и практика», 4 (43) апрель, 2007, 2 п.л.
6. Липина С. А. Приоритеты развития геоэкономических ресурсов республик Северного Кавказа. Журнал «Региональная экономика: теория и практика», 15(54) — 2007 ноябрь, 1,4 п.л.
7. Липина С. А. Возрождение села в республиках Северного Кавказа: национальные проекты. Журнал «Региональная экономика: теория и практика», 7(64) — 2008 март, 1,1 п.л.
8. Липина С. А. Приоритеты развития республик Северного Кавказа. Журнал «Региональная экономика: теория и практика», 16(73) — 2008 июнь, 0,8 п.л.
9. Липина С. А. Дудаев М. А. Развитие малого предпринимательства — основа повышения инвестиционной привлекательности и экономического роста Чеченской Республики. Журнал «Региональная экономика: теория и практика», 23(80) — 2008 август, 0,5соавт./03 авт.п.л..
10. Липина С. А. Республики Северного Кавказа: факторы и особенности регионального развития. Журнал «Национальные интересы: приоритеты и безопасность», 11 (32) 2008 г.